# Ernst Bodensteiner
Ernst Bodensteiner (* 29. Mai 1869 in Freising; † 12. Dezember 1936 in München) war ein deutscher Altphilologe und Gymnasiallehrer. 1924 bis 1934 war er Rektor des Maximiliansgymnasiums München.
Nach dem Besuch des Gymnasiums in Amberg 1878–1887 studierte Bodensteiner als Stipendiat der Stiftung Maximilianeum an der Universität München Klassische Philologie (besonders bei Wilhelm von Christ) und Klassische Archäologie, im Sommersemester 1892 an der Universität Berlin. Im Herbst 1891 legte er das philologische Hauptexamen ab. Er wurde am 11. März 1893 an der Universität München promoviert. 1894/95 erhielt er das Reisestipendium des Deutschen Archäologischen Instituts. Er nahm an den Ausgrabungen von Wilhelm Dörpfeld in Troja teil.
Von 1893 bis 1896 war er Assistent am Maximiliansgymnasium in München. Danach war er am Gymnasium in Eichstätt tätig, seit 1908 lehrte er am Theresiengymnasium in München. Von 1919 bis 1921 war er Konrektor des Maximiliansgymnasiums in München, von 1919 bis 1924 Direktor am humanistischen Gymnasium in Dillingen. Vom 1. Mai 1924 bis zur Pensionierung am 1. Juni 1934 war er Direktor des Maximiliansgymnasiums.
Bodensteiners wissenschaftliches Interesse galt dem antiken Theater, über das er vor allem in seinen frühen Jahren publizierte und ihm die korrespondierende Mitgliedschaft des Deutschen Archäologischen Instituts einbrachte.

## Veröffentlichungen
- Über choregische Weihinschriften, in: Commentationes philologicae conventui philologorum Monachii congregatorum oblatae, München 1891, S. 38–82
- Szenische Fragen über den Ort des Auftretens und Abgehens von Schauspielern und Chor im griechischen Drama, in:  Jahrbücher für classische Philologie, Supplementband 19, Teubner, Leipzig 1893, S. 340–724 (= Dissertation)
- Bericht über das antike Bühnenwesen 1885–1895, in: Jahresbericht über die Fortschritte der klassischen Altertumswissenschaft 106, 1900, S. 113–167
- Troja und Ilion, in: Blätter für das Gymnasiallschulwesen 39, 1900, S. 402–419
- Das antike Theater, Koehler, Leipzig 1902
- Festrede, geh. bei der Schulfeier zur Erinnerung an die Zeit der Befreiungskriege und an den Regierungsantritt des deutschen Kaisers Wilhelm II. am 14. Juni 1913, Jahresbericht über das Königliche Theresien-Gymnasium in München, 1912/13, wissenschaftl. Beilage, München 1913